# Мейстер Олександр Рейнгольдович
Олександр Рейнгольдович Мейстер (2 листопада 1857 — ?) — російський воєначальник, генерал-лейтенант. Учасник походу до Китаю у 1900—1901 рр., російсько-японської війни 1904—1905 рр., Першої світової війни.

## Біографія
Навчався в Полоцькій військовій гімназії. Служити почав 10.08.1873. Закінчив 1-ше військове Павловське училище. Випущений Прапорщиком (04.08.1875) до 7-ї артилерійської бригади. Ст. ад'ютант управління начальника артилерії 5-го армійського корпусу (13.09.1876-15.12.1882). Підпоручник (21.10.1876). Поручник (26.12.1877). Штабскапітан (29.11.1882). Столоначальник ГАУ (11.10.1883-30.08.1886). Капітан (30.08.1886; за відзнаку). Закінчив Офіцерську артилерійську школу з відзнакою. Підполковник (04.05.1896). Командир 1-ї батареї 1-ї Східносибірської стрілецької артилерійської бригади (04.05.1896-06.04.1898). Командир 3-ї батареї Східносибірського стрілецького артилерійського дивізіону (06.04.1898-08.08.1903).
Учасник Китайського походу 1900-1901 рр. Полковник (30.06.1900; за бойові відзнаки). За відзнаку під час штурму Пекіна нагороджений орденом Св. Георгія 4-го ступеня (ВП 11.02.1901).
Командир 3-го дивізіону Кавказької резервної артилерійської бригади (08.08.1903-18.02.1904).
Учасник російсько-японської війни 1904-1905 рр. Командир 6-ї Східносибірської артилерійської бригади (з 18.02.1904). Поранений у бою при Тюренчені (17.04.1904). Був у розпорядженні ГАУ (з 25.05.1905). Командир 3-ї гренадерської артилерійської бригади (04.01.1906-16.10.1906). З 16 листопада 1906 р. по 4 липня 1907 р. був у відставці. Генерал-майор (04.07.1907). Був у розпорядженні керівника досвід., для поручень, за від. військ. госп. чин. інт. від. (04.07.1907-16.02.1911). Командир 45-ї артилерійської бригади (16.02.1911-06.01.1913). Інспектор артилерії 6-го армійського корпусу (06.01.1913-14.02.1915). Генерал-лейтенант (04.07.1913; за відзнаку).
Учасник Першої світової війни. Був у резерві чинів Двінського ВО (з 14.02.1915). Нагороджений орденом Св. Анни 1-го ступеня з мечами (ВП 22.02.1915). На 10.07.1916 в тому ж чині (04.07.1911) та посаді. Звільнений від служби за хворобою 10.06.1917.

## Нагороди
- орден Св. Станіслава 2-го ступеня (1898)
- орден Св. Анни 2-го ступеня (1900)
- орден Св. Георгія 4-го ступеня (11.02.1901)
- орден Св. Володимира 4-го ступеня (1901)
- орден Св. Володимира 3-го ступеня (1909)
- орден Св. Станіслава 1-го ступеня (1911)
- орден Св. Анни 1-го ступеня з мечами (22.02.1915)
- Золота зброя (28.09.1903)